# ATP-toernooi van Eastbourne
Het ATP-toernooi van Eastbourne (ook bekend als Rothesay International Eastbourne) is een jaarlijks terugkerend tennistoernooi in het mannentennis en wordt gehouden in de weken tussen Roland Garros en Wimbledon. Het toernooi wordt gespeeld in de Engelse kustplaats Eastbourne en heeft gras als ondergrond. Het is een voorbereidingstoernooi op het toernooi van Wimbledon. Het behoort tot de "ATP World Tour 250".
In 1972 en 1973 stond het Eastbourne-toernooi op de internationale kalender. Het toernooi verhuisde naar Nottingham. In 2009 werd Nottingham verlaten, en werd samen met het WTA-toernooi van Eastbourne weer in Eastbourne gespeeld – van 2009 tot en met 2014 werden het mannen- en het vrouwentoernooi daar tegelijkertijd gehouden. Met ingang van 2015 spelen de mannen terug in Nottingham. Vanaf 2017 is er weer een gecombineerde mannen en vrouwentoernooi in Eastbourne.

## Finales

### Enkelspel
| Datum      | Naam                                                 | Categorie                                            | (€)                                                  | Winnaar                                              | Verliezend finalist                                  | Uitslag                                              |                                                      |
| ---------- | ---------------------------------------------------- | ---------------------------------------------------- | ---------------------------------------------------- | ---------------------------------------------------- | ---------------------------------------------------- | ---------------------------------------------------- | ---------------------------------------------------- |
| 15-06-1970 | Rothmans Open                                        |                                                      |                                                      | Ken Rosewall                                         | Bob Hewitt                                           | 6-2, 6-1                                             | Details                                              |
| 1971       | Toernooi gestopt in het stadium van de halve finales | Toernooi gestopt in het stadium van de halve finales | Toernooi gestopt in het stadium van de halve finales | Toernooi gestopt in het stadium van de halve finales | Toernooi gestopt in het stadium van de halve finales | Toernooi gestopt in het stadium van de halve finales | Toernooi gestopt in het stadium van de halve finales |
| 23-06-1972 | Rothmans South Of England Champ's                    |                                                      |                                                      | Andrés Gimeno                                        | Pierre Barthes                                       | 7-5, 6-3                                             | Details                                              |
| 23-06-1973 | Rothmans South Of England Champ's                    |                                                      |                                                      | Mark Cox                                             | Patrice Dominguez                                    | 6-2, 2-6, 6-3                                        | Details                                              |
| 1974-2008  | Geen toernooi                                        | Geen toernooi                                        | Geen toernooi                                        | Geen toernooi                                        | Geen toernooi                                        | Geen toernooi                                        | Geen toernooi                                        |
| 14-06-2009 | Aegon International                                  | ATP 250                                              | € 398.250                                            | Dmitri Toersoenov                                    | Frank Dancevic                                       | 6-3, 7-6                                             | Details                                              |
| 19-06-2010 | Aegon International                                  | ATP 250                                              | € 405.000                                            | Michaël Llodra                                       | Guillermo García López                               | 7-5, 6-2                                             | Details                                              |
| 18-06-2011 | Aegon International                                  | ATP 250                                              | € 410.925                                            | Andreas Seppi                                        | Janko Tipsarević                                     | 7-6, 3-6, 5-3, opg.                                  | Details                                              |
| 23-06-2012 | Aegon International                                  | ATP 250                                              | € 403.950                                            | Andy Roddick                                         | Andreas Seppi                                        | 6-3, 6-2                                             | Details                                              |
| 22-06-2013 | Aegon International                                  | ATP 250                                              | € 468.460                                            | Feliciano López (1)                                  | Gilles Simon                                         | 7-6, 6-7, 6-0                                        | Details                                              |
| 2014-06-21 | Aegon International                                  | ATP 250                                              | € 485.760                                            | Feliciano López (2)                                  | Richard Gasquet                                      | 6-3, 6-7, 7-5                                        | Details                                              |
| 2015-2016  | Geen toernooi                                        | Geen toernooi                                        | Geen toernooi                                        | Geen toernooi                                        | Geen toernooi                                        | Geen toernooi                                        | Geen toernooi                                        |
| 01-07-2017 | Aegon International                                  | ATP 250                                              | € 635.660                                            | Novak Đoković                                        | Gaël Monfils                                         | 6-3, 6-4                                             | Details                                              |
| 30-06-2018 | Nature Valley International                          | ATP 250                                              | € 661.085                                            | Mischa Zverev                                        | Lukáš Lacko                                          | 6-4, 6-4                                             | Details                                              |
| 29-06-2019 | Nature Valley International                          | ATP 250                                              | € 684.080                                            | Taylor Fritz (1)                                     | Sam Querrey                                          | 6-3, 6-4                                             | Details                                              |
| 27-06-2020 | Nature Valley International                          | ATP 250                                              | € 708.025                                            | Geen toernooi wegens de coronapandemie               | Geen toernooi wegens de coronapandemie               | Geen toernooi wegens de coronapandemie               | Geen toernooi wegens de coronapandemie               |
| 26-06-2021 | Viking International Eastbourne                      | ATP 250                                              | € 609.065                                            | Alex de Minaur                                       | Lorenzo Sonego                                       | 4-6, 6-4, 7-6(5)                                     | Details                                              |
| 25-06-2022 | Rothesay International Eastbourne                    | ATP 250                                              | € 697.405                                            | Taylor Fritz (2)                                     | Maxime Cressy                                        | 6-2, 6-7(4), 7-6(4)                                  | Details                                              |
| 01-07-2023 | Rothesay International Eastbourne                    | ATP 250                                              | € 723.655                                            | Francisco Cerúndolo                                  | Tommy Paul                                           | 6–4, 1–6, 6–4                                        | Details                                              |
| 29-06-2024 | Rothesay International Eastbourne                    | ATP 250                                              | € 740.160                                            | Taylor Fritz (3)                                     | Max Purcell                                          | 6–4, 6–3                                             | Details                                              |

### Dubbelspel
| Datum      | Naam                              | Categorie               | (€)                     | Winnaars                                     | Verliezend finalist                     | Uitslag                                |                                        |
| ---------- | --------------------------------- | ----------------------- | ----------------------- | -------------------------------------------- | --------------------------------------- | -------------------------------------- | -------------------------------------- |
| 1970       | Geen dubbelspeltoernooi           | Geen dubbelspeltoernooi | Geen dubbelspeltoernooi | Geen dubbelspeltoernooi                      | Geen dubbelspeltoernooi                 | Geen dubbelspeltoernooi                | Geen dubbelspeltoernooi                |
| 1971       | Geen toernooi                     | Geen toernooi           | Geen toernooi           | Geen toernooi                                | Geen toernooi                           | Geen toernooi                          | Geen toernooi                          |
| 23-06-1972 | Rothmans South Of England Champ's |                         |                         | Juan Gisbert Manuel Orantes                  | Nicholas Kalogeropoulos Andrew Pattison | 8-6, 6-2                               | Details                                |
| 23-06-1973 | Rothmans South Of England Champ's |                         |                         | Ove Nils Bengtson Jim McManus                | Manuel Orantes Ion Ţiriac               | 6-4, 4-6, 7-5                          | Details                                |
| 1974-2008  | Geen toernooi                     | Geen toernooi           | Geen toernooi           | Geen toernooi                                | Geen toernooi                           | Geen toernooi                          | Geen toernooi                          |
| 14-06-2009 | Aegon International               | ATP 250                 | € 398.250               | Mariusz Fyrstenberg (1) Marcin Matkowski (1) | Travis Parrott Filip Polášek            | 6-4, 6-4                               | Details                                |
| 19-06-2010 | Aegon International               | ATP 250                 | € 405.000               | Mariusz Fyrstenberg (2) Marcin Matkowski (2) | Colin Fleming Ken Skupski               | 6-3, 5-7, [10-8]                       | Details                                |
| 18-06-2011 | Aegon International               | ATP 250                 | € 410.925               | Jonathan Erlich Andy Ram                     | Grigor Dimitrov Andreas Seppi           | 6-3, 6-3                               | Details                                |
| 23-06-2012 | Aegon International               | ATP 250                 | € 403.950               | Colin Fleming Ross Hutchins                  | Jamie Delgado Ken Skupski               | 6-4, 6-3                               | Details                                |
| 22-06-2013 | Aegon International               | ATP 250                 | € 468.460               | Alexander Peya Bruno Soares                  | Colin Fleming Jonathan Marray           | 3-6, 6-3, [10-8]                       | Details                                |
| 21-06-2014 | Aegon International               | ATP 250                 | € 485.760               | Treat Huey Dominic Inglot                    | Alexander Peya Bruno Soares             | 7-5, 5-7, [10-8]                       | Details                                |
| 2015-2016  | Geen toernooi                     | Geen toernooi           | Geen toernooi           | Geen toernooi                                | Geen toernooi                           | Geen toernooi                          | Geen toernooi                          |
| 01-07-2017 | Aegon International               | ATP 250                 | € 635.660               | Bob Bryan Mike Bryan                         | Rohan Bopanna André Sá                  | 7-6(1), 6-4                            | Details                                |
| 29-06-2018 | Nature Valley International       | ATP 250                 | € 661.085               | Luke Bambridge Jonny O'Mara                  | Ken Skupski Neal Skupski                | 7-5, 6-4                               | Details                                |
| 28-06-2019 | Nature Valley International       | ATP 250                 | € 684.080               | Juan Sebastián Cabal Robert Farah Maksoud    | Máximo González Horacio Zeballos        | 3-6, 7-6(4), [10-6]                    | Details                                |
| 27-06-2020 | Nature Valley International       | ATP 250                 | € 708.025               | Geen toernooi wegens de coronapandemie       | Geen toernooi wegens de coronapandemie  | Geen toernooi wegens de coronapandemie | Geen toernooi wegens de coronapandemie |
| 26-06-2021 | Nature Valley International       | ATP 250                 | € 609.065               | Nikola Mektić (1) Mate Pavić (1)             | Rajeev Ram Joe Salisbury                | 6-4, 6-3                               | Details                                |
| 25-06-2022 | Rothesay International Eastbourne | ATP 250                 | € 697.405               | Nikola Mektić (2) Mate Pavić (2)             | Matwé Middelkoop Luke Saville           | 6-4, 6-2                               | Details                                |
| 01-07-2023 | Rothesay International Eastbourne | ATP 250                 | € 723.655               | Nikola Mektić (3) Mate Pavić (3)             | Ivan Dodig Austin Krajicek              | 6–4, 6–2                               | Details                                |
| 29-06-2024 | Rothesay International Eastbourne | ATP 250                 | € 740.160               | Neal Skupski Michael Venus                   | Matthew Ebden John Peers                | 6–4, 6–7, [11-9]                       | Details                                |

## Statistieken

### Meeste enkelspeltitels
| Aantal titels | Speler          | Jaren |
| ------------- | --------------- | ----- |
| 3             | Taylor Fritz    |       |
| 2             | Feliciano López |       |

(Bijgewerkt t/m 2024)

### Meeste enkelspeltitels per land
| Aantal titels | Land             |
| ------------- | ---------------- |
| 4             | Verenigde Staten |
| 3             | Spanje           |
| 2             | Australië        |

(Bijgewerkt t/m 2024)
1970 · 1971 · 1972 · 1973 · 1974 - 2008 · 2009 · 2010 · 2011 · 2012 · 2013 · 2014 · 2015 · 2016 · 2017 · 2018 · 2019 · 2020 · 2021 · 2022 · 2023 · 2024
ITF-toernooien (mannen en vrouwen)

ATP-toernooien (mannen) – ATP-seizoen 2025

WTA-toernooien (vrouwen) – WTA-seizoen 2025

Voormalige toernooien mannen
Voormalige toernooien vrouwen
Voormalige amateurtoernooien